# 이월초등학교
이월초등학교는 대한민국 충청북도 진천군 이월면 송림리에 있는 초등학교다.

## 학교 연혁
- 1920년 4월 1일 장양공립보통학교(4년제) 개교
- 1926년 4월 1일 6년제 인가
- 1938년 4월 1일 이월공립심상소학교로 교명 개칭
- 1941년 4월 1일 이월공립국민학교로 교명 개칭
- 1996년 3월 1일 이월초등학교로 교명 개칭
- 1998년 7월 8일 농촌 현대화시범학교 신축교사 준공
- 2018년 9월 1일 제28대 안병진 초빙교장 부임
- 2020년 1월 7일 제99회 졸업식(24명, 총 8580명)
- 2020년 3월 1일 10학급 편성(특수 2 포함)

## 참고 자료
- 이월초등학교 - 한국교육학술정보원 학교알리미